# Спектральная теорема
Спектральная теорема — класс теорем о матрицах линейных операторов, дающих условия, при которых такие матрицы могут быть диагонализированы, то есть представлены в виде диагональной матрицы в некотором базисе. Эти теоремы позволяют свести вычисления, включающие диагонализируемые матрицы к гораздо более простым вычислениям, использующим соответствующие диагональные матрицы.
Понятие диагонализации, достаточно простое для случая конечномерных векторных пространств, требует некоторых уточнений при переходе к бесконечномерным векторным пространствам.
Вообще говоря, спектральная теорема выделяет класс линейных операторов, которые могут моделироваться так называемыми операторами умножения — то есть операторами вида {\displaystyle \phi \mapsto f\phi } для фиксированной функции {\displaystyle f}.
Более абстрактно, спектральная теорема является утверждением о коммутативных {\displaystyle C^{*}}-алгебрах.
Примерами операторов, к которым может быть применена спектральная теорема являются самосопряжённые операторы или, более общо, — нормальные операторы в гильбертовых пространствах.
Спектральная теорема также даёт каноническое разложение объемлющего векторного пространства, называемое спектральным разложением или разложением по собственным значениям.

## Конечномерный случай

### Спектральная теорема для Эрмитовых матриц
Для любой эрмитовой матрицы {\displaystyle A} на конечномерном векторном пространстве {\displaystyle V} верно:
1. Все собственные значения матрицы {\displaystyle A} вещественны;
2. Собственные вектора, соответствующие различным собственным значениям, ортогональны;
3. Собственные вектора образуют ортогональный базис для всего пространства {\displaystyle V}.

Лемма 1: для любых векторов {\displaystyle \mathbf {y} \in V} и {\displaystyle \mathbf {z} \in V} верно:
{\displaystyle (A\mathbf {y} ,\mathbf {z} )=(\mathbf {y} ,A\mathbf {z} )}
Доказательство леммы 1:
По определению:
{\displaystyle A=A^{*}}
Следовательно:
{\displaystyle (A\mathbf {y} ,\mathbf {z} )=(Ay)^{*}z=y^{*}Az=(y,Az)}
Доказательство утверждения 1. Докажем, что все собственные значения матрицы {\displaystyle A} вещественны.
Рассмотрим {\displaystyle \lambda } - собственное значение матрицы {\displaystyle A}.
Тогда, по определению собственного значения, существует вектор {\displaystyle (\mathbf {x} \in V)\neq 0}, для которого {\displaystyle A\mathbf {x} =\lambda \mathbf {x} }.
Скалярно умножим обе части этого равенства на {\displaystyle \mathbf {x} }:
{\displaystyle (A\mathbf {x} ,\mathbf {x} )=(\lambda \mathbf {x} ,\mathbf {x} )}
По определению скалярного произведения:
{\displaystyle (\lambda \mathbf {x} ,\mathbf {x} )={\overline {(\mathbf {x} ,\lambda \mathbf {x} )}}={\overline {\lambda }}(\mathbf {x} ,\mathbf {x} )\qquad (1)}
С другой стороны, применяя лемму 1 к {\displaystyle \mathbf {y} =\mathbf {z} =\mathbf {x} }, получаем:
{\displaystyle (A\mathbf {x} ,\mathbf {x} )=(\mathbf {x} ,A\mathbf {x} )=(\mathbf {x} ,\lambda \mathbf {x} )=\lambda (\mathbf {x} ,\mathbf {x} )\qquad (2)}
Из равенств {\displaystyle (1)} и {\displaystyle (2)} следует:
{\displaystyle {\overline {\lambda }}(\mathbf {x} ,\mathbf {x} )=\lambda (\mathbf {x} ,\mathbf {x} )}
Поскольку для любого {\displaystyle (\mathbf {x} \in V)\neq 0} верно {\displaystyle (\mathbf {x} ,\mathbf {x} )\neq 0}, то:
{\displaystyle {\overline {\lambda }}=\lambda }
что означает {\displaystyle \lambda \in \mathbb {R} }.
Доказательство утверждения 2. Докажем, что собственные вектора, соответствующие различным собственным значениям, ортогональны.
Рассмотрим два различных собственных значения {\displaystyle \lambda \neq \mu }. Тогда:
{\displaystyle A\mathbf {x} =\lambda \mathbf {x} ,\quad A\mathbf {y} =\mu \mathbf {y} }
где {\displaystyle \mathbf {x} } и {\displaystyle \mathbf {y} } - собственные вектора.
Умножим первое равенство на {\displaystyle \mathbf {y} }, а также применим лемму 1 и доказанный выше факт, что собственные значения вещественны, {\displaystyle \lambda \in \mathbb {R} }. В результате получим:
{\displaystyle \lambda (\mathbf {x} ,\mathbf {y} )=(\lambda \mathbf {x} ,\mathbf {y} )=(A\mathbf {x} ,\mathbf {y} )=(\mathbf {x} ,A\mathbf {y} )=(\mathbf {x} ,\mu \mathbf {y} )=\mu (\mathbf {x} ,\mathbf {y} )}
Исходя из {\displaystyle \lambda \neq \mu } получаем, что {\displaystyle (\mathbf {x} ,\mathbf {y} )=0}, то есть иными словами - вектора {\displaystyle \mathbf {x} } и {\displaystyle \mathbf {y} } ортогональны.
Доказательство утверждения 3. Докажем что собственные вектора образуют базис для всего пространства {\displaystyle V}
Пусть {\displaystyle \lambda _{1}}, собственное значение матрицы {\displaystyle A}, и соответствующий ему собственный вектор {\displaystyle \mathbf {x_{1}} }.
Рассмотрим {\displaystyle V_{1}} - множество всех векторов из {\displaystyle V}, ортогональных {\displaystyle \mathbf {x_{1}} }.
Поскольку для любого {\displaystyle \mathbf {x} \in V_{1}} верно что {\displaystyle (\mathbf {x_{1}} ,\mathbf {x} )=0}, то согласно лемме 1:
{\displaystyle (\mathbf {x_{1}} ,A\mathbf {x} )=(A\mathbf {x_{1}} ,\mathbf {x} )=\lambda _{1}(\mathbf {x_{1}} ,\mathbf {x} )=0}
Следовательно, {\displaystyle \mathbf {Ax} \in V_{1}}.
Линейный оператор {\displaystyle L(\mathbf {x} )=Ax}, будучи ограниченным множеством {\displaystyle V_{1}}, также является эрмитовым, имеет собственное значение {\displaystyle \lambda _{2}} и соответствующий собственный вектор {\displaystyle \mathbf {x_{2}} }.
По определению {\displaystyle \mathbf {x} _{2}} ортогонален {\displaystyle \mathbf {x} _{1}}.
Рассмотрим множество {\displaystyle V_{2}} - множество векторов, ортогональных одновременно {\displaystyle \mathbf {x} _{1}} и {\displaystyle \mathbf {x} _{2}}. Аналогичным образом линейный оператор {\displaystyle L(\mathbf {x} )=Ax} отображает {\displaystyle V_{2}} на себя.
Продолжая подобным образом мы можем найти последовательность {\displaystyle \lambda _{k}}, {\displaystyle \mathbf {x} _{k}}, а также подпространства {\displaystyle V_{k}}, содержащие {\displaystyle \mathbf {x} _{k}} и при этом ортогональные векторам {\displaystyle \mathbf {x} _{1},...,\mathbf {x} _{k-1}}. Последовательность завершится на шаге {\displaystyle n}, поскольку {\displaystyle \dim V_{k}=n-k}.
Таким образом собственные вектора {\displaystyle \mathbf {x} _{1},...,\mathbf {x} _{n}} образуют ортогональный базис для всего пространства {\displaystyle V}
■

### Спектральная теорема для унитарных матриц
Для любой унитарной матрицы {\displaystyle U} на конечномерном векторном пространстве {\displaystyle V} верно:
1. Все собственные значения матрицы {\displaystyle A} имеют абсолютные величины, равные {\displaystyle 1};
2. Собственные вектора, соответствующие различным собственным значениям, ортогональны;
3. Собственные вектора образуют ортогональный базис для всего пространства {\displaystyle V}.

Лемма 2: Для унитарной матрицы {\displaystyle U} верно:
{\displaystyle (U\mathbf {x} ,U\mathbf {y} )=(\mathbf {x} ,\mathbf {y} )}
где {\displaystyle \mathbf {x} } и {\displaystyle \mathbf {y} } - произвольные вектора из {\displaystyle V}
Доказательство леммы 2:
{\displaystyle (U\mathbf {x} ,U\mathbf {y} )=(U\mathbf {x} )^{*}U\mathbf {y} =x^{*}U^{*}Uy=x^{*}y=(x,y)}
Доказательство утверждения 1: Все собственные значения матрицы {\displaystyle A} имеют абсолютные величины, равные {\displaystyle 1}.
Рассмотрим {\displaystyle \lambda } - собственное значение матрицы {\displaystyle A}.
Тогда, по определению собственного значения, существует вектор {\displaystyle (\mathbf {x} \in V)\neq 0}, для которого:
{\displaystyle A\mathbf {x} =\lambda \mathbf {x} }.
Применяя лемму 2 получаем:
{\displaystyle (\mathbf {x} ,\mathbf {x} )=(A\mathbf {x} ,A\mathbf {x} )={\overline {\lambda }}\lambda (\mathbf {x} ,\mathbf {x} )}
Поскольку {\displaystyle \mathbf {x} \neq 0}, то {\displaystyle (\mathbf {x} ,\mathbf {x} )\neq 0}, а следовательно:
{\displaystyle {\overline {\lambda }}\lambda =|\lambda |^{2}=1}
Доказательство утверждения 2: Собственные вектора, соответствующие различным собственным значениям, ортогональны.
Рассмотрим два различных собственных значения {\displaystyle \lambda \neq \mu }. Тогда:
{\displaystyle A\mathbf {x} =\lambda \mathbf {x} ,\quad A\mathbf {y} =\mu \mathbf {y} }
где {\displaystyle \mathbf {x} } и {\displaystyle \mathbf {y} } - собственные вектора.
Перемножим эти два уравнения:
{\displaystyle (\mathbf {x} ,\mathbf {y} )=(A\mathbf {x} ,A\mathbf {y} )={\overline {\lambda }}\mu (\mathbf {x} ,\mathbf {y} )}
Как было показано выше, {\displaystyle |\lambda |=1}. Следовательно {\displaystyle {\overline {\lambda }}=\lambda ^{-1}}, откуда:
{\displaystyle (\mathbf {x} ,\mathbf {y} )=\mu \lambda ^{-1}(\mathbf {x} ,\mathbf {y} )}
Поскольку выше было сделано предположение, что {\displaystyle \lambda \neq \mu }, то получаем:
{\displaystyle (\mathbf {x} ,\mathbf {y} )=0}
То есть вектора {\displaystyle \mathbf {x} } и {\displaystyle \mathbf {y} } ортогональны.
Доказательство утверждения 3: Собственные вектора образуют ортогональный базис для всего пространства {\displaystyle V}.
Пусть {\displaystyle \lambda _{1}}, собственное значение матрицы {\displaystyle A}, и соответствующий ему собственный вектор {\displaystyle \mathbf {x_{1}} }.
Рассмотрим {\displaystyle V_{1}} - множество всех векторов из {\displaystyle V}, ортогональных {\displaystyle \mathbf {x_{1}} }.
Докажем, что для любого вектора {\displaystyle \mathbf {x} \in V_{1}} верно {\displaystyle A\mathbf {x} \in V_{1}}.
Из леммы 2 следует, что {\displaystyle A^{*}=A^{-1}}. Используя этот факт, получаем:
{\displaystyle (A\mathbf {x} ,\mathbf {x} _{1})=(x,A^{*}\mathbf {x} _{1})=(x,A^{-1}\mathbf {x} _{1})=\lambda ^{-1}(\mathbf {x_{1}} ,\mathbf {x} )=0}
Таким образом {\displaystyle V_{1}} является собственным подпространством размерности {\displaystyle \dim V-1} пространства {\displaystyle V}.
Поскольку линейный оператор {\displaystyle L(\mathbf {x} )=Ax}, будучи ограниченным множеством {\displaystyle V_{1}}, также является унитарным, имеет собственное значение {\displaystyle \lambda _{2}} и соответствующий собственный вектор {\displaystyle \mathbf {x_{2}} }.
Продолжая подобным образом мы можем найти последовательность {\displaystyle \lambda _{k}}, {\displaystyle \mathbf {x} _{k}}, а также подпространства {\displaystyle V_{k}}, содержащие {\displaystyle \mathbf {x} _{k}} и при этом ортогональные векторам {\displaystyle \mathbf {x} _{1},...,\mathbf {x} _{k-1}}. Последовательность завершится на шаге {\displaystyle n}, поскольку {\displaystyle \dim V_{k}=n-k}.
Таким образом собственные вектора {\displaystyle \mathbf {x} _{1},...,\mathbf {x} _{n}} образуют ортогональный базис для всего пространства {\displaystyle V}
■

### Нормальные матрицы
Спектральная теорема может быть распространена на несколько более широкий класс матриц. Пусть {\displaystyle A} является оператором на конечномерном пространстве со скалярным произведением. {\displaystyle A} называют нормальным, если {\displaystyle AA^{*}=A^{*}A}. Можно доказать, что {\displaystyle A} является нормальным тогда и только тогда, когда он является унитарно диагонализируемым. В самом деле, в соответствии с разложением Шура мы имеем {\displaystyle A=UTU^{*}}, где {\displaystyle U} является унитарным оператором, а {\displaystyle T} — верхнетреугольным. Поскольку {\displaystyle A} является нормальным, то {\displaystyle TT^{*}=T^{*}T}. Следовательно, {\displaystyle T} является диагональным. Обратное не менее очевидно.
Другими словами, {\displaystyle A} является нормальным тогда и только тогда, когда существует унитарная матрица {\displaystyle U} такая, что {\displaystyle A=U\Lambda U^{*}}, где {\displaystyle \Lambda } является диагональной матрицей. При этом диагональные элементы матрицы Λ являются собственными значениями {\displaystyle A,} а векторы-столбцы матрицы {\displaystyle U} являются собственными векторами {\displaystyle A} (они, конечно, имеют единичную длину и попарно ортогональны). В отличие от эрмитова случая элементы матрицы {\displaystyle \Lambda } не обязательно вещественны.

## Спектральная теорема для компактных самосопряжённых операторов
В бесконечномерных гильбертовых пространствах утверждение спектральной теоремы для компактных самосопряжённых операторов выглядит в сущности также как в конечномерном случае.
| Теорема Пусть {\displaystyle A} является компактным самосопряжённым оператором в гильбертовом пространстве {\displaystyle V}. Существует ортонормированный базис пространства {\displaystyle V}, состоящий из собственных векторов оператора {\displaystyle A}. При этом все собственные значения вещественны. |

Так же как и в случае эрмитовых матриц ключевым моментом является доказательство существования хоть одного собственного вектора. В бесконечномерном случае невозможно использовать определители для доказательства существования собственных векторов, но можно использовать соображения максимизации, аналогичные вариационной характеризации собственных значений. Приведённая выше спектральная теорема справедлива как для вещественных, так и для комплексных гильбертовых пространств.
Без предположения о компактности становится неверным утверждение о том, что всякий самосопряжённый оператор имеет собственный вектор.

## Спектральная теорема для ограниченных самосопряжённых операторов
Следующее обобщение, которое мы рассмотрим, касается ограниченных самосопряжённых операторов в гильбертовых пространствах. Такие операторы могут не иметь собственных значений (например, таков оператор {\displaystyle A} умножения на независимую переменную в пространстве {\displaystyle L^{2}[0,1]}, то есть {\displaystyle \left[A\phi \right](t)=t\phi (t)}.
| Теорема Пусть {\displaystyle A} является ограниченным самосопряжённым оператором в гильбертовом пространстве {\displaystyle H}. Тогда существует пространство с мерой {\displaystyle \left(X,\Sigma ,\mu \right)}, вещественнозначная измеримая функция {\displaystyle f} на {\displaystyle X} и унитарный оператор {\displaystyle U:H\rightarrow L_{\mu }^{2}(X)} такие, что {\displaystyle U^{*}TU=A}, где {\displaystyle T} является оператором умножения на {\displaystyle f}, то есть {\displaystyle \left[T\phi \right](x)=f(x)\phi (x)}. |

С этой теоремы начинается обширная область исследований по функциональному анализу, называемая теорией операторов.
Аналогичная спектральная теорема справедлива для ограниченных нормальных операторов в гильбертовых пространствах. Единственная разница состоит в том, что теперь {\displaystyle f} может быть комплекснозначной.
Альтернативная формулировка спектральной теоремы позволяет записать оператор {\displaystyle A} как интеграл, взятый по спектру оператора, от координатной функции по проекционной мере. В случае когда рассматриваемый нормальный оператор является компактным, эта версия спектральной теоремы сводится к приведённой выше конечномерной спектральной теореме (с той оговоркой, что теперь линейная комбинация может содержать бесконечно много проекторов).

## Спектральная теорема для общих самосопряжённых операторов
Многие важные линейные операторы, возникающие в математическом анализе, не являются ограниченными. Например, таковы дифференциальные операторы. Имеется спектральная теорема для самосопряжённых операторов, которая работает для неограниченных операторов. Например, любой дифференциальный оператор с постоянными коэффициентами унитарно эквивалентен оператору умножения (соответствующим унитарным оператором является преобразование Фурье, а соответствующий оператор умножения называют мультипликатором Фурье).